# Louisa Stuart Costello
Pour les articles homonymes, voir Costello.
Louisa Stuart Costello, née le 9 octobre 1799 en Irlande ou en Angleterre et morte le 24 avril 1870 à Boulogne-sur-Mer (France) est une poétesse, romancière, autrice de livres de voyages et sur l'histoire de France anglo-irlandaise.

## Biographie
Louisa Stuart Costello naît en Irlande ou en Angleterre. Son père le colonel James Francis Costello meurt en avril 1814 alors qu'il combat contre Napoléon. Elle part pour vivre à Paris sans y avoir de domicile personnel, mais en logeant d'un endroit à l'autre chez des amis et des connaissances.
En compagnie de son frère Dudley Costello, également bien connu pour ses écrits de voyage, elle promeut la copie de manuscrits enluminés et dès l'âge de 15 ans elle est une artiste confirmée. Ses revenus de miniaturiste deviennent suffisants pour subvenir aux besoins de sa mère et pour entretenir son frère pendant qu'il étudie à l'école royale militaire de Sandhurst.
Elle revient en Angleterre avec sa mère et publie de la poésie, mais aussi des récits de ses nombreux voyages (Tyrol, France, Italie) et des récits historiques.
Elle est également historienne, peintre et romancière.
Louisa Stuart Costello meurt à Boulogne-sur-Mer d'un cancer de la bouche.

## Œuvres
Elle écrit plus de 100 textes, articles, poèmes et chansons, et elle est en relation avec Sir Walter Scott, Charles Dickens, Lord Byron, Thomas Moore.
- 1815 :The Maid of the Cyprus Isle fait partie de ses nombreux livres de voyage, très populaires comme ses romans, qui s'inspirent principalement de l'histoire de France.
- 1835 : Specimens of the Early Poetry of France.
- 1842 : A pilgrimage to Auvergne from Picardy to Velay, traduit en français en 1945 sous le titre Voyage fait en 1841 en Auvergne, dans le Velay et en Bourbonnais.
- 1844 : Memoirs of Eminent Englishwomen.
- 1887 : The Rose Garden of Persia (réédité en 1888, 1899 et 1913) contient des versions de poèmes ou des extraits de poèmes tirés du persan, illustrés d'imitations d'enluminures persanes.